# Mezobromelia magdalenae
Mezobromelia magdalenae är en gräsväxtarr som först beskrevs av Lyman Bradford Smith och som fick sitt nu gällande namn av Jason Randall Grant. 
Mezobromelia magdalenae ingår i släktet Mezobromelia och familjen Bromeliaceae. Inga underarter finns listade i Catalogue of Life.